# Ady János
Ady János (Brassó, 1917. december 27. – Frankston, 1988. július 11.) lapkiadó, szerkesztő.

## Életpályája
Kolozsváron jogot tanult; tanulmányait doktorátussal zárta. 1945 tavaszán a második világháború vége Ausztriában érte. Ausztriából kivándorolt Ausztráliába, ahol a kezdeti nehézségek után üzleti vállalkozásba kezdett. A Melbourne melletti Frankstonban a Fiat cég képviselője lett. 1977-ben átvette a Magyar Élet című hetilapot, amelyet 1982-ig szerkesztett és adott ki. 1980-ban kiadta az ún. Kék füzeteket, amelyekben ismert szakemberek a nemzetiségi kérdésről és a kisebbségi magyarok helyzetéről értekeztek. 1982-től az Erdélyi Világszövetség társelnöke volt.